# Cooper Webb
Paul Cooper Webb, conegut com a Cooper Webb   (Newport, 11 d'octubre de 1995), és un pilot professional de motocròs nord-americà que competeix als Campionats AMA des del 2013. A data de 2023 n'havia guanyat un títol de motocròs i quatre de supercross (els dos darrers dels quals, amb rang de campionat del món).
De tarannà franc i determinat, Webb encarna molts dels trets dels pilots de l'època primerenca del motocròs. Ricky Carmichael el va descriure un cop com a "guerrer i lluitador". Competeix amb el dorsal número 2, un número que han dut abans altres destacats pilots americans com ara Jeremy McGrath i Ryan Villopoto.

## Trajectòria esportiva
El seu pare, Robert, surfista professional, va córrer en motocròs durant la dècada del 1970. Cooper va disputar la seva primera cursa de motocròs al circuit Kinley MX a quatre anys. Als sis va guanyar el seu primer campionat amateur amb una Yamaha PW50. El 2010 va ser nomenat pilot de motocròs juvenil de l'any.

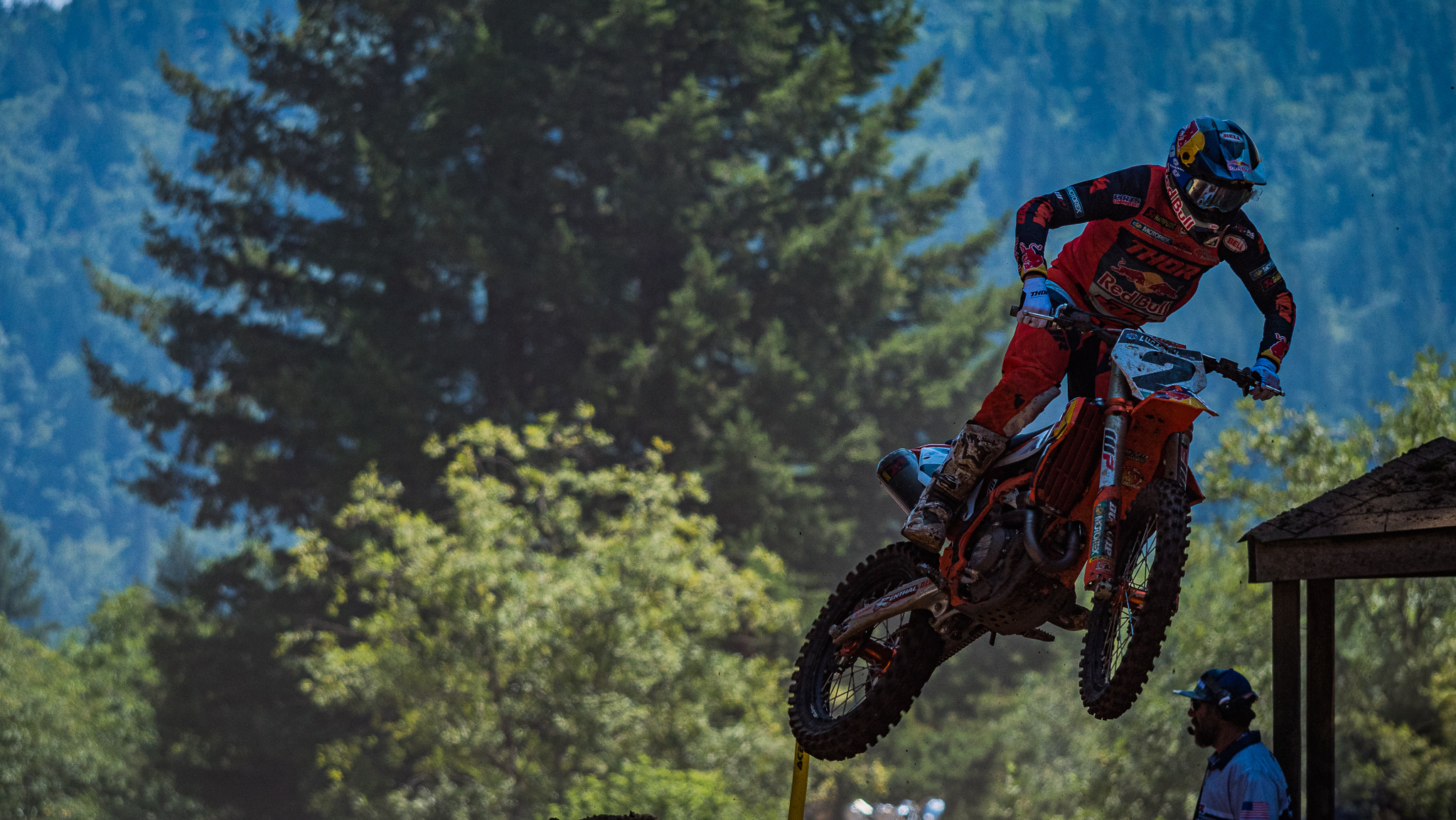
Webb al campionat AMA del 2021

El 2013, a 17 anys, Webb va començar la seva carrera professional dins el motocròs amb l'equip de fàbrica de Yamaha. El 2014 va guanyar el seu primer "National" a la classe de 250cc, el 28 de juny, al Muddy Creek Raceway de Blountville (Tennessee). Aquell any va ser nomenat Rookie of the Year. Els anys 2015 i 2016 va guanyar el campionat AMA de supercross de la Regió Oest de 250cc amb la Yamaha. Aquell darrer any, a més, va guanyar també el campionat AMA de motocròs en la mateixa cilindrada.
A finals de la temporada del 2018, Webb va deixar Yamaha i va fitxar per l'equip de fàbrica de KTM, amb el qual va guanyar el campionat de supercross de la categoria màxima, 450, els anys 2019 i 2021.

## Palmarès
A 1 de gener de 2025

### Títols per any
| Any  | Equip  | Campionat      | Classe       |
| ---- | ------ | -------------- | ------------ |
| 2015 | Yamaha | AMA Supercross | 250cc (West) |
| 2016 | Yamaha | AMA Supercross | 250cc (West) |
| 2016 | Yamaha | AMA Motocross  | 250cc        |
|      |        |                |              |
| 2019 | KTM    | AMA Supercross | 450cc        |
|      |        |                |              |
| 2021 | KTM    | AMA Supercross | 450cc        |

1. 1 2  Rang de Campionat del Món FIM

### Resum
- 1 Campionat AMA de motocròs 250cc
- 4 Campionats AMA de Supercross (2 x 450cc, 2 x 250cc)
- 2 Campionats del Món de supercross

### Resultats per any als campionats AMA
Font:
(Llegenda)
| Any Campionat | Rda 1 | Rda 2 | Rda 3 | Rda 4 | Rda 5 | Rda 6 | Rda 7 | Rda 8 | Rda 9 | Rda 10 | Rda 11 | Rda 12 | Rda 13 | Rda 14 | Rda 15 | Rda 16 | Rda 17 | Posició mitjana | % Podis | Posició |
| ------------- | ----- | ----- | ----- | ----- | ----- | ----- | ----- | ----- | ----- | ------ | ------ | ------ | ------ | ------ | ------ | ------ | ------ | --------------- | ------- | ------- |
| 2013 250 MX   | 11    | 9     | 10    | 8     | 17    | 15    | 7     | 11    | 16    | 12     | 8      | 3      | -      | -      | -      | -      | -      | 10,58           | 8%      | 9è      |
| 2014 250 SX-W | 5     | 6     | 2     | 9     | 3     | 14    | -     | -     | -     | -      | -      | -      | -      | 6      | 7      | -      | 2      | 6,00            | 33%     | 5è      |
| 2014 250 MX   | 2     | 2     | 8     | 6     | 1     | 5     | 5     | 3     | 4     | 15     | 5      | 3      | -      | -      | -      | -      | -      | 4,92            | 42%     | 3r      |
| 2015 250 SX-W | 7     | 1     | 1     | 2     | 1     | 1     | -     | -     | -     | -      | -      | -      | -      | 1      | 1      | -      | DNS    | 1,88            | 88%     | 1r      |
| 2015 250 MX   | 10    | OUT   | OUT   | OUT   | OUT   | 8     | 3     | 1     | 1     | 21     | 3      | 9      | -      | -      | -      | -      | -      | 7,00            | 50%     | 11è     |
| 2016 250 SX-W | 1     | 1     | 1     | 21    | 2     | 2     | 1     | -     | -     | -      | -      | 1      | -      | -      | -      | -      | 11     | 4,56            | 78%     | 1r      |
| 2016 250 MX   | 3     | 3     | 5     | 3     | 1     | 1     | 1     | 2     | 3     | 1      | 5      | 3      | -      | -      | -      | -      | -      | 2,58            | 83%     | 1r      |
| 2017 450 SX   | 10    | 14    | 4     | 8     | 3     | 14    | OUT   | OUT   | OUT   | OUT    | OUT    | 13     | 14     | 8      | 9      | 14     | 10     | 10,08           | 8%      | 13è     |
| 2017 450 MX   | 7     | 17    | 11    | 5     | 9     | DNF   | 4     | 5     | OUT   | 4      | 7      | 5      | -      | -      | -      | -      | -      | 7,40            | -       | 8è      |
| 2018 450 SX   | 10    | 12    | 10    | 8     | 7     | 19    | 6     | 4     | 6     | 3      | OUT    | 7      | 5      | 22     | OUT    | OUT    | OUT    | 8,76            | 7%      | 9è      |
| 2018 450 MX   | OUT   | OUT   | OUT   | OUT   | OUT   | 8     | 7     | 7     | 6     | 9      | 7      | 5      | -      | -      | -      | -      | -      | 7,00            | -       | 9è      |
| 2019 450 SX   | 5     | 10    | 1     | 1     | 8     | 1     | 1     | 2     | 1     | 2      | 3      | 4      | 1      | 3      | 2      | 1      | 3      | 2,88            | 76%     | 1r      |
| 2019 450 MX   | 5     | 6     | 6     | 4     | 5     | 4     | 4     | 1     | 4     | DNF    | OUT    | OUT    | -      | -      | -      | -      | -      | 4,33            | 11%     | 6è      |
| 2020 450 SX   | 3     | 12    | 3     | 4     | 2     | 1     | 2     | 12    | 3     | 3      | 2      | 1      | 2      | 1      | 2      | 1      | 8      | 3,64            | 76%     | 2n      |
| 2020 450 MX   | 7     | OUT   | OUT   | OUT   | OUT   | OUT   | OUT   | OUT   | OUT   | -      | -      | -      | -      | -      | -      | -      | -      | 7,00            | -       | 27è     |
| 2021 450 SX   | 9     | 4     | 1     | 3     | 4     | 2     | 1     | 1     | 2     | 1      | 1      | 1      | 3      | 6      | 1      | 2      | 1      | 2,65            | 76%     | 1r      |
| 2021 450 MX   | 8     | 8     | 10    | 7     | 5     | 15    | 6     | 6     | 5     | 3      | 3      | 3      | -      | -      | -      | -      | -      | 6,58            | 25%     | 4t      |
| 2022 450 SX   | 2     | 7     | 4     | 8     | 8     | 8     | 2     | 3     | 2     | 20     | 5      | 6      | OUT    | 4      | 6      | 6      | 6      | 6,06            | 24%     | 7è      |
| 2022 450 MX   | OUT   | OUT   | OUT   | OUT   | OUT   | OUT   | OUT   | OUT   | OUT   | OUT    | OUT    | OUT    | -      | -      | -      | -      | -      | -               | -       | -       |
| 2023 450 SX   | 2     | 2     | 2     | 4     | 5     | 1     | 1     | 2     | 3     | 2      | 2      | 4      | 4      | 5      | DNS    | OUT    | OUT    | 2,78            | 64%     | 3r      |
| 2023 450 MX   | 5     | 3     | 3     | 5     | OUT   | OUT   | OUT   | OUT   | OUT   | OUT    | OUT    | -      | -      | -      | -      | -      | -      | 4,00            | 50%     | 12è     |
| 2024 450 SX   | 6     | 11    | 2     | 1     | 4     | 7     | 1     | 4     | 2     | 5      | 1      | 2      | 1      | 3      | 4      | 5      | 3      | 3,64            | 53%     | 2n      |
| 2024 450 MX   | OUT   | OUT   | OUT   | OUT   | OUT   | OUT   | OUT   | OUT   | 15    | OUT    | OUT    | -      | -      | -      | -      | -      | -      | 15,00           | -       | 35è     |

1. ↑  La cursa de la Ronda 7 (Arlington, TX) va ser l'arribada més ajustada de la història del Supercross, amb només 0,028 segons entre Webb i el segon classificat, Ken Roczen